# Melpomene (muze)

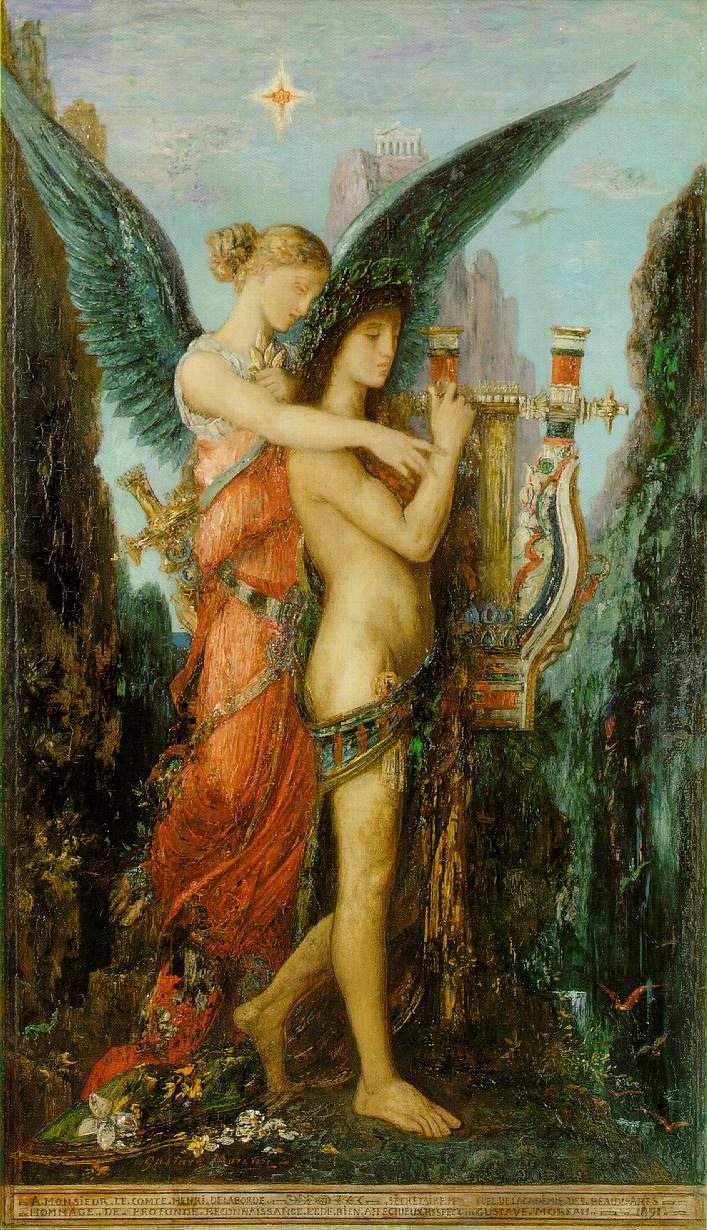
Gustave Moreau, 1891

Melpomene (Grieks: Μελπομένη) was een van de negen muzen uit de Griekse mythologie. Haar naam betekent 'koor' of 'zingende', en ze was de muze van de zang en dans samen en de tragedie. Zang en dans kwamen bij de oude Grieken zeer vaak voor, vooral bij godsdienstige plechtigheden. Uit die godsdienstige koorzangen en reidansen ontstond langzamerhand de tragedie of treurspel waarvan Melpomene ook muze is. Haar attributen zijn het tragedie-masker, een knots, zwaard of dolk en kothurnen (toneelsandalen). Ze werd ook voorgesteld met een druivenkrans op haar hoofd.
Clio · Erato · Euterpe · Kalliope · Melpomene · Polyhymnia · Terpsichore · Thaleia · Urania